# Discocerina trilineata
Discocerina trilineata är en tvåvingeart som beskrevs av Cresson 1918. Discocerina trilineata ingår i släktet Discocerina och familjen vattenflugor.
Artens utbredningsområde är Costa Rica. Inga underarter finns listade i Catalogue of Life.